# Jesiden im Irak
Die Jesiden im Irak sind eine ethnisch-religiöse Minderheit der Jesiden im Irak. Sie leben hauptsächlich in der Sindschar-Region und in der Ninive-Ebene, die sich innerhalb der Provinz Ninawa im Nordwesten des Iraks befinden.

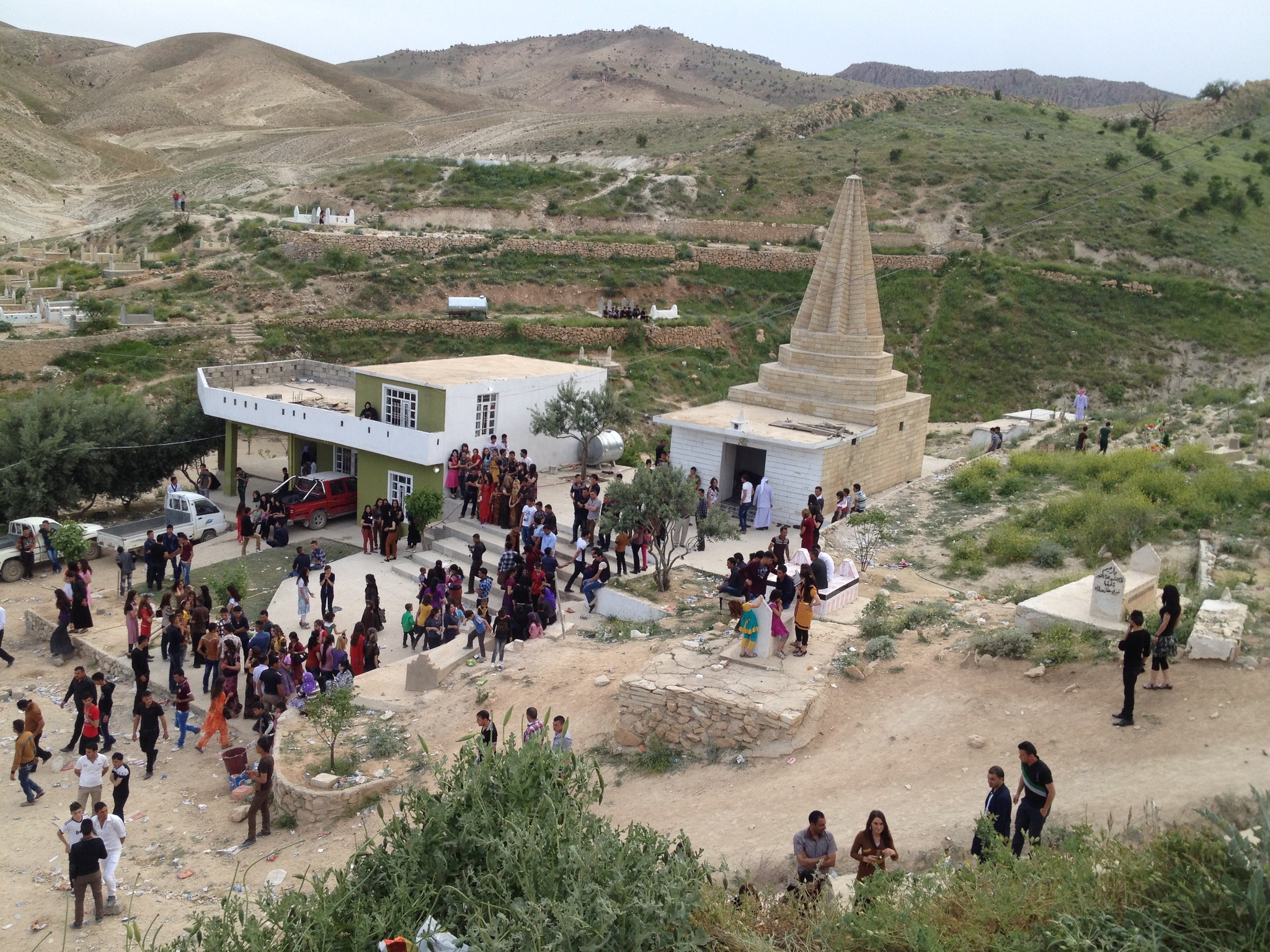
Jesiden feiern das jesidische Neujahrsfest im Sindschar-Gebirge. Im Hintergrund ist der jesidische Tempel Quba Pire Ewra (Tempel vom Pir der Wolken) zu sehen. (16. April 2014)

## Demografie
Laut Schätzungen beträgt die Anzahl der Jesiden im Irak bis zu 700.000. Laut der Hilfsorganisation Yazda lebten vor August 2014 im gesamten Irak etwas mehr als eine halbe Million Jesiden.

## Siedlungsgebiete
Das Siedlungsgebiet der Jesiden im Irak umfasst die Distrikte Sindschar, Tel Kaif, al-Hamdaniya und Schaichān des Gouvernements Ninawa im Nordwesten des Iraks. Weitere jesidische Siedlungsgebiete befinden sich im Semile-Distrikt und im Zaxo-Distrikt im Gouvernement Dahuk.

## Geschichte
Im Jahr 1585 wurden Jesiden im Sindschar-Gebirge von Kurden aus Botan angegriffen.
Im Jahr 1832 griff Mohammed Pascha Rewanduz Jesiden in der Region Schaichān an und verübte mithilfe ihrer Truppen ein Massaker an Jesiden. Fast die gesamte jesidische Bevölkerung Schaichāns wurde dadurch ermordet
Nachdem das Osmanische Reich aufgeteilt wurde und das Britische Mandat Mesopotamien gegründet wurde (welches eines der Vorgänger des Staates Irak ist), wurden die Jesiden, die im Gebiet des heutigen Iraks leben, von den Jesiden in der Türkei und den Jesiden in Syrien getrennt.
Am 14. August 2007 wurden Jesiden im Irak Opfer des Anschlages von Sindschar, wodurch 796 Menschen getötet wurden.
Am 3. August 2014 verübte der Islamische Staat einen Völkermord an Jesiden in der Sindschar-Region im Norden des Iraks, wodurch durch den IS nach Schätzungen 5000 bis 10.000 Jesiden ermordet und weitere 6000 bis 7000 jesidische Frauen und Kinder verschleppt wurden.

## Flucht und Migration
Aufgrund von Verfolgung flüchteten viele Jesiden aus dem Irak, darunter seit 2015 über 75.000 nach Deutschland.

## Persönlichkeiten
- Nadia Murad (* 1993), jesidische Menschenrechtlerin und Friedensnobelpreisträgerin